# Hôtel de Montesquiou
L'hôtel de Montesquiou est un hôtel particulier situé au 20 rue Monsieur dans le 7e arrondissement de Paris.

## Histoire

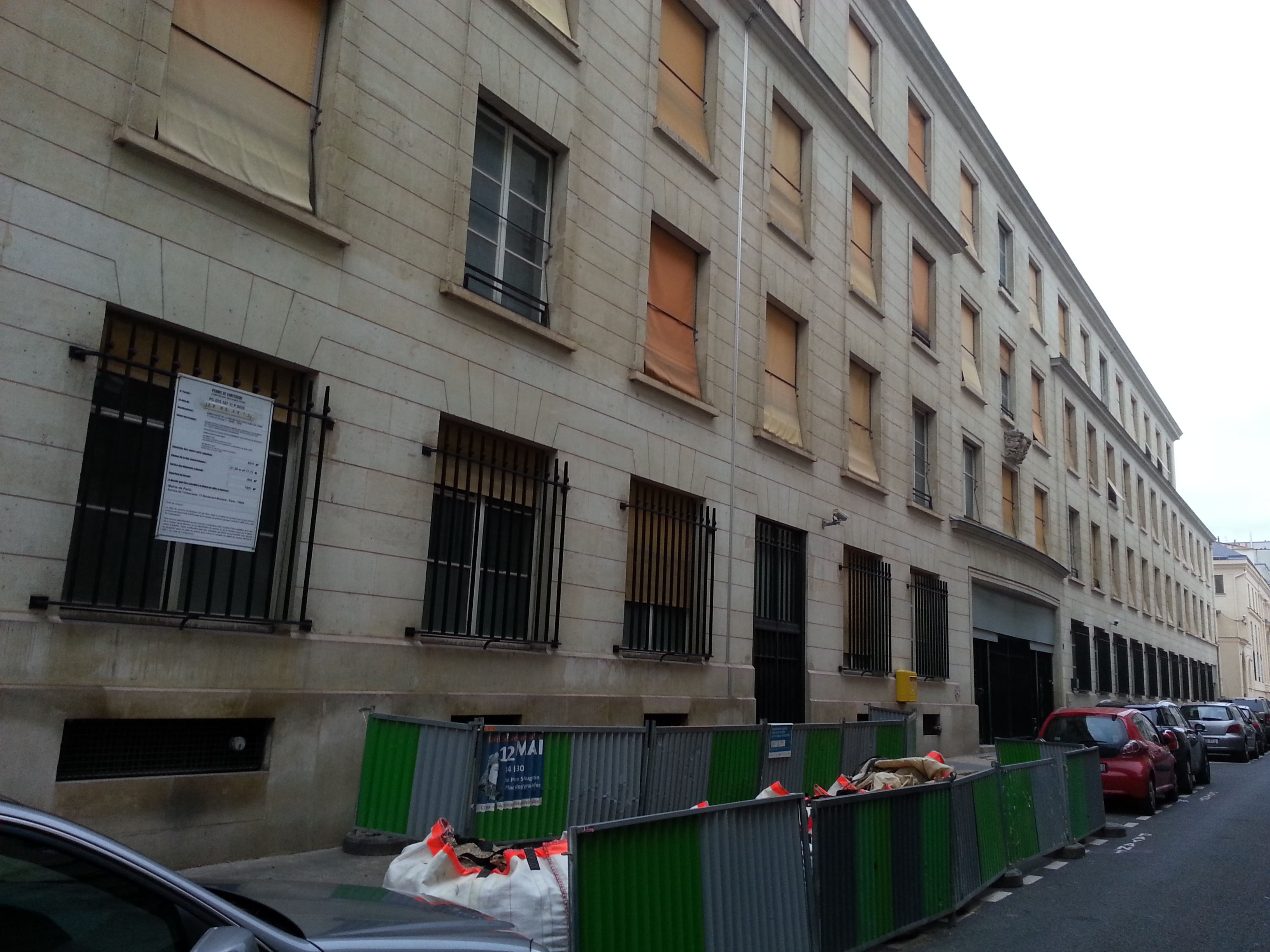
L'hôtel en travaux en 2013.

L'hôtel de Montesquiou a été édifié en 1781 par l'architecte Alexandre-Théodore Brongniart pour Anne-Pierre de Montesquiou-Fézensac, premier écuyer du comte de Provence, futur Louis XVIII, à proximité des écuries de ce prince. 
En 1798, il passa à son fils Pierre de Montesquiou-Fezensac, grand chambellan de l'Empire, dont l'épouse, « maman Quiou », fut gouvernante du "roi de Rome".
De 1851 à 1938, l'hôtel et ses terrains ont appartenu aux Bénédictines de l'Adoration perpétuelle du Très Saint Sacrement, qui ajoutèrent un cloître et une chapelle néogothiques. Ces religieuses devinrent célèbres parmi les intellectuels catholiques sous le nom de « bénédictines de la rue Monsieur ». Joris-Karl Huysmans logea dans un petit appartement sur la cour en 1901-1902. 
Achetés en 1938 par l'État et restaurés, les bâtiments, occultés côté rue Monsieur par un massif immeuble de bureaux, ont longtemps abrité le ministère de la Coopération.
Le décor intérieur de l'hôtel ne subsiste plus qu'en partie.
En 2008, des investisseurs russes font l'acquisition de l'hôtel pour 147 millions d'euros. En 2012, l'État chinois l'achète et, après cinq ans de travaux, y installe la chancellerie de l'ambassade de Chine en France en avril 2017.

## Protection
Non compris les bâtiments administratifs modernes de 1951 sur rue, l'hôtel particulier sur jardin, visible depuis le boulevard des Invalides, est inscrit au titre des monuments historiques depuis un arrêté du 23 décembre 1992. 

## Confusion
À ne pas confondre avec l'hôtel de Montesquiou-Fezensac, situé sur le quai d'Orsay, où logeait notamment Robert de Montesquiou et que Huysmans décrivit comme l'antre du dandysme dans À rebours. Cet hôtel est occupé par le centre culturel de la Chine.